# Gravelyia
Genre
Gravelyia est un genre d'araignées mygalomorphes de la famille des Nemesiidae.

## Distribution
Les espèces de ce genre sont endémiques d'Inde.

## Liste des espèces
Selon World Spider Catalog (version 22.5, 20/07/2021) :
- Gravelyia boro Basumatary & Brahma, 2021
- Gravelyia excavatus (Gravely, 1921)
- Gravelyia striatus Mirza & Mondal, 2018

## Étymologie
Ce genre est nommé en l'honneur de Frederic Henry Gravely.

## Publication originale
- Mirza & Mondal, 2018 : « A new genus Gravelyia with two species of the family Nemesiidae (Araneae: Mygalomorphae) from India. » Acta Arachnologica, vol. 67, no 1, p. 43-48 (texte intégral).